# Кесалой (тайп)
Кесалой, Кеселой (чечен. КІесалой) — один из чеченских тайпов, входящий в тукхум шарой. Был расселён в основном в юго-восточной части Чечни. Родовое село Кесалой.

## Сведения
Тайп был расселён по течению Шаро-Аргуна, на левом берегу реки, между территорией Сандухоя на западе, Шикара на востоке, и Хуланда на юге. На севере гора Гархынушкорт и перевал Джеинджаре отделяли Кесалой от аулов чантийцев. На границе с Чечнёй в Тушетии также находится селение с аналогичным названием Кесело, предположительно связанное с тайпом.